# La vall de l'esperança
La vall de l'esperança (títol original en francès: La Nuit du verre d'eau) és una pel·lícula francolibanesa dirigida per Carlos Chahine i estrenada el 2023. S'ha doblat i subtitulat al català.

## Sinopsi
La pel·lícula narra la història d'una dona que va acceptar un matrimoni concertat i que, descontenta amb el seu marit, es converteix en amant d'un altre home. El seu fill, molt jove, sospita d'una relació adúltera i es troba dividit entre l'amor per la mare i la identificació amb el pare.
La jove esposa intenta que els seus pares no cometin el mateix error amb la germana petita.
La crisi familiar té lloc en el context de la crisi de 1958 al Líban.

## Repartiment
- Marilyne Naaman: Layla
- Antoine Merheb Harb: Charles
- Nathalie Baye: Hélène
- Pierre Rochefort: René
- Tala Jurdi: Boutros